# 劉之潔
刘之洁（1872年—1938年）字聿新，直隶沧县小集北头村（今属南皮县）人，清朝及中华民国军事将领。

## 生平
刘之洁自幼随祖父读书，几次参加科举考试，均未考取。此后他入新农兵官学校（北洋武备学堂的前身）。毕业后，他被袁世凯派赴日本陆军士官学校学习，和吴禄贞等人是中国第一期留日士官生。毕业归国后，他任陆军第三镇教练官，旋升管带，率军驻扎珲春。后任吉林陆军统带。
此后，刘之洁任东三省督练公所参议。后陈宧调任参谋长，刘之洁因同陈宧不和而弃职，投奉天巡抚程德全。1910年，程德全调任江苏巡抚，刘之洁随之到苏州，任江苏督练公所参议官，陆军部一等咨议官，江苏陆军第二十三混成协四十五标统领。
1911年辛亥革命爆发，刘之洁劝说程德全响应。同年农历九月十五日，程德全宣布江苏独立，成立江苏军政府，程德全任都督，刘之洁任江苏水陆军总司令兼陆军第五师师长、前敌总指挥。在进攻固守南京的清朝江南提督张勋的战斗中，刘之洁亲自率部攻下聚宝门外的制高点雨花台，最终民军攻克南京。12月29日，中华民国临时大总统选举会在南京举行，他任监票员。江苏都督程德全到上海看病，刘之洁以江苏参谋厅厅长护理江苏都督。
中华民国成立后，他历任江北扩军使，江苏清乡督办，苏州镇守使，江苏督军公署咨议厅厅长，大总统府顾问。后来他辞职，居住于南京。他曾获授二等文虎章，二等嘉禾章，陆军中将。
民国九年（1920年）直隶、山东、河南发生旱灾，直隶的灾情尤其严重，刘之洁为来南京投靠他的受灾亲友安排生活和工作。1921年，他获将军府将军，1924年他获特任“鼎威将军”。 晚年，他回到家乡沧县。民国十九年（1930年），他倡议修撰《沧县志》。1937年抗日战争爆发后，7月30日日军占领天津，国民党军队向南撤退，刘之洁也随军撤退到南京，又转赴湖南常德。不久，刘之洁病重。
1938年秋，刘之洁病逝于湖南常德。

## 家庭
- 父：刘锡智
- 叔父：刘锡光
- 妻：严氏[2]
- 侄子：刘云樵